# 夏あげモーション
「夏あげモーション」（なつあげモーション）は、日本のポップユニット“藤森慎吾とあやまんJAPAN”の楽曲。あやまんJAPANの2枚目のシングルとして、よしもとアール・アンド・シーより2011年8月10日に発売された。藤森慎吾とあやまんJAPAN、芳賀俊和によって書かれたこの歌は、音楽的にはパーティチューンとされる。

## 背景
シングルの発売は、オリエンタルラジオの藤森慎吾がゲスト出演した、あやまんJAPANの初のライブツアー『あやまんJAPAN全国遠征試合「マジお前らに会いてぇわ」』の最終公演となる2011年6月24日に発表された。2組は元々、バラエティ番組『ショーバト!』（日本テレビ系列）で組んで、AKB48のヒット曲に合の手を入れるパフォーマンスを披露していた。「夏あげモーション」は、バラエティ番組『ダウンタウンDX』（読売テレビ・日本テレビ系列）の2011年8月・9月度エンディングテーマに起用された。

## 批評
『hotexpress』の棚橋寛は、「危険球と危険球を合体させて魔球に仕立て上げたようなアブナイ楽曲」と評した。

## チャート成績
2011年8月2日付けの日本レコード協会による着うたフルのダウンロード数を集計したRIAJ有料音楽配信チャートで、初登場8位。同年8月22日付けのオリコンチャートで、初登場33位。

## ミュージック・ビデオ
ビデオは、「Pool Side ver.」と「Party Ver.」の2種類ある。後者には、ファッションモデルの斉藤夏海、川端かなこ、越川真美、鈴木奈々、福島あずさ、細井宏美、八鍬里美、りんが出演している。

## 収録
| 全作詞: 藤森慎吾とあやまんJAPAN、全作曲: 芳賀俊和、全編曲: Annie Lindemberg。 |                                                           |                         |            |      |
| #                                                                             | タイトル                                                  | 作詞                    | 作曲・編曲 | 時間 |
| 1.                                                                            | 「夏あげモーション」                                      | 藤森慎吾とあやまんJAPAN | 芳賀俊和   | 4:00 |
| 2.                                                                            | 「夏あげモーション〜藤森慎吾合いの手ヴァージョン〜」      | 藤森慎吾とあやまんJAPAN | 芳賀俊和   | 4:00 |
| 3.                                                                            | 「夏あげモーション〜あやまんJAPAN合いの手ヴァージョン〜」 | 藤森慎吾とあやまんJAPAN | 芳賀俊和   | 4:00 |
| 合計時間:                                                                     | 合計時間:                                                 | 12:00                   |            |      |

## チャート
| チャート（2011年）               | 最高 順位 |
| -------------------------------- | --------- |
| RIAJ有料音楽配信チャート         | 8         |
| オリコン週間                     | 33        |
| ビルボードJapanHot Singles Sales | 30        |

## 発売日一覧
| 地域 | 情報          | 規格                 |
| ---- | ------------- | -------------------- |
| 日本 | 2011年7月20日 | 着信音               |
| 日本 | 2010年7月27日 | 携帯端末向けフル配信 |
| 日本 | 2011年8月10日 | CD                   |